# فرنسا الفيشية
فرنسا الفيشية (بالفرنسية: Régime de Vichy، نظام فيشي) (10 يوليو 1940 - 9 أغسطس 1944) هو الاسم المتداول لنظام الدولة الفرنسية (بالفرنسية: État Français) التي تزعمها الماريشال فيليب بيتان خلال الحرب العالمية الثانية. كانت طبيعة النظام سلطوية، وتتسم بمعاداة السامية. كانت الدولة مستقلة رسميًا، لكنها تبنّت سياسة التواطؤ مع ألمانيا النازية التي احتلّت أجزاءً في الشمال والغرب الفرنسيان، وأكملت احتلال باقي فرنسا الأوروبية (فرنسا متروبوليتان) في نوفمبر عام 1942. كانت باريس عاصمة الدولة ظاهريًا، لكن حكومة فيشي تأسست في مدينة فيشي السياحية، والواقعة ضمن «المنطقة الحرّة» غير المحتلة. بقيت حكومة فيشي مسؤولة عن الإدارة المدنية لفرنسا ومستعمراتها أيضًا.
بدأت الجمهورية الفرنسية الثالثة الحرب العالمية إلى جانب الحلفاء في سبتمبر عام 1939. في 10 مايو عام 1940، غزت ألمانيا النازية فرنسا. تمكّن النازيون من عبور خطوط الحلفاء سريعًا عبر تجاوز خط ماجينو الدفاعي وغزو فرنسا من الأراضي البلجيكية. بحلول منتصف يونيو، كان الوضع العسكري في فرنسا مخيفًا، وبدا من الواضح أن الفرنسيين سيُهزمون في معركة الدفاع عن فرنسا الأوروبية (فرنسا متروبوليتان). بدأت الحكومة الفرنسية مناقشة إمكانية توقيع هدنة. استقال رئيس الوزراء الفرنسي بول رينو من منصبه بدلًا من توقيع الهدنة، وحلّ محله الماريشال فيليب بيتان، أحد أبطال الحرب العالمية الأولى. عقب فترة قصيرة، وقّع بيتان هدنة 22 يونيو عام 1940. في 10 يوليو، حُلّت الجمهورية الثالثة فعليًا بعدما منحت الجمعية الوطنية الفرنسية سلطات دكتاتورية لفيليب بيتان.
في فيشي، أسس بيتان حكومة استبدادية أبطلت العديد من السياسات الليبرالية، وفرضت رقابة صارمة على الاقتصاد. برزت شهرة الكاثوليك المحافظين في تلك الفترة، وفقدت باريس مكانتها الطليعية في الفنون والثقافة الأوروبية. فُرضت على وسائل الإعلام رقابة صارمة، وروّجت الأخيرة الدعاية المعادية للسامية. بعد شروع ألمانيا في عملية بارباروسا خلال شهر يونيو عام 1941، انتهجت وسائل الإعلام موقفًا معاديًا للشيوعية أيضًا. وفّرت شروط الهدنة بعض الامتيازات، كإبقاء السلطة الفرنسية على قوات البحرية والإمبراطورية الاستعمارية، وتجنّب الاحتلال الكامل للبلاد على يد ألمانيا. على الرغم من تعرّض حكومة فيشي الفرنسية إلى ضغوط جمّة، رفضت الأخيرة الانضمام إلى قوى المحور، وبقي البَلدان في حالة حربٍ رسمية. في المقابل، حكم فرنسا الفيشية نظامٌ سياسي متواطئ مع دول المحور.
اتخذت فرنسا بعد الحرب موقفًا رسميًا من حكومة فيشي باعتبارها دولة دمية بيد الألمان. رفض المؤرخون منذ سبعينيات القرن الماضي هذا الادعاء، قائلين أن «لحكومة فيشي أجندات سياسية خاصة، سعت إلى تحقيقها بدون أي ضغط يُذكر من طرف ألمانيا». اعتقلت ألمانيا مليوني سجين فرنسي من أسرى الحرب، وفرضت العمل الإجباري على الذكور الشباب. احتُجز الجنود الفرنسيون رهينة لضمان تقليص القوة العسكرية لحكومة فيشي، ودفع إتاوة باهظة من الذهب والطعام والمؤن لألمانيا. طُلب من الشرطة الفرنسية جمع اليهود والمجموعات الأخرى «غير المرغوب بها»، كالشيوعيين واللاجئين السياسيين، ويُقدر عدد القتلى من اليهود الفرنسيين بنحو 72500 شخص.
دعم عامة الشعب الفرنسي النظام الجديد، لكن الرأي العام انقلب على الحكومة الفرنسية والقوات الألمانية، تدريجيًا، عندما لاحت في الأفق معالم خسارة ألمانيا في الحرب العالمية، وتزايد تدهور الظروف المعيشية في فرنسا. عملت المقاومة الفرنسية بالتنسيق مع حركة شارل ديغول خارج البلاد، وتعاظمت قوتها مع مرور فترة الاحتلال. عقب عملية غزو نورماندي على يد قوات الحلفاء في يونيو 1944، وتحرير فرنسا في وقتٍ لاحق من ذلك العام، نُصّبت الحكومة المؤقتة للجمهورية الفرنسية الحرة في السلطة، وترأسها الجنرال شارل ديغول.
أُلقي القبض على آخر المنفيين من حكومة فيشي في جيب زيغمارينغن خلال شهر أبريل عام 1945. أدانت الحكومة المؤقتة فيليب بيتان بالخيانة، وحكمت عليه بالإعدام، لكن ديغول عدّل الحكم ليصبح سجنًا مدى الحياة. أُدين 4 مسؤولين بارزين من حكومة فيشي بجرائم ضد الإنسانية، على الرغم من عدة مسؤولين آخرين في ترحيل اليهود إلى معسكرات الاعتقال النازية، وارتكاب انتهاكات بحق السجناء وأعمال وحشية بحق أعضاء المقاومة.

## نظرة عامة
في عام 1940، اعتُبر الماريشال فيليب بيتان بطلًا من أبطال الحرب العالمية الأولى، وخرج منتصرًا من معركة فردان. كان بيتان آخر رئيس وزراء للجمهورية الثالثة، وكان ميالًا إلى الرجعية، فألقى باللوم على ديمقراطية الجمهورية مدعيًا أنها سبب هزيمة فرنسا المفاجئة أمام ألمانيا. أسس بيتان نظامًا دكتاتوريًا أبويًا، وكان متعاونًا مع ألمانيا النازية على الرغم من من الحياد الرسمي الذي تبنته حكومة فيشي. شاركت حكومة فيشي أيضًا في تطبيق السياسة العنصرية النازية.

### الاصطلاح
بعدما صوّتت الجمعية الوطنية الفرنسية، التابعة للجمهورية الثالثة، على منح السلطات الكاملة لفيليب بيتان في 10 يوليو عام 1940، اختفى اسم الجمهورية الفرنسية République française من كافة الوثائق الرسمية. منذ تلك الفترة، اصطُلح اسم الدولة الفرنسية État Français كاسم رسمي لفرنسا. يُشار إلى الدولة الفرنسية حاليًا بـ«نظام فيشي» أو «حكومة فيشي» بسبب الوضع الخاص لهذه الفترة من تاريخ فرنسا، وجراء تحدي شرعية النظام الحاكم والطبيعة العامة لمصطلح الدولة الفرنسية.
طُبقّت قوانين فيشي المعادية للسامية في الأراضي الخاضعة لسلطة الحكومة، وهي القسم الجنوبي غير المحتل من فرنسا متروبوليتان، جنوب خط الهدنة الفاصل الذي وُضع جراء هدنة 22 يونيو عام 1940، والممتلكات الفرنسية في ما وراء البحار، كأفريقيا الشمالية الفرنسية التي كانت جزءًا متممًا لفرنسا الفيشية. أطلق الألمان على القسم الجنوبي غير المحتل اسم «المنطقة غير المحتلة»، وعُرفت باسم «المنطقة الحرة» في فرنسا، أو «المنطقة الجنوبية»، وهو الاسم غير الرسمي لها، خصوصًا بعد عملية «واقعة أنطون» التي شهدت احتلال القوات الألمانية للمنطقة الحرة في شهر نوفمبر عام 1942. ترتكز المصطلحات الرائجة والمعاصرة للمنطقة الحرة على الاختزال والتورية (التفنن في استخدام الكلمات)، كلقب «المنطقة نونو»، للدلالة على كونها منطقة غير محتلة.

### السلطة القضائية
نظريًا، شملت السلطة القضائية في حكومة فيشي منطقة فرنسا الأوروبية، وامتدت صلاحياتها لتشمل مستعمرة الجزائر الفرنسية والحماية الفرنسية على كلّ من المغرب وتونس، بالإضافة إلى باقي مستعمرات الإمبراطورية الفرنسية التي قبلت سلطة حكومة فيشي، بينما وُضعت المنطقة الحدودية المتنازع عليها في الألزاس واللورين تحت الإدارة الألمانية المباشرة. كانت أراضي الألزاس واللورين، رسميًا، جزءًا من فرنسا لأن الرايخ لم يضم المنطقة إلى ألمانيا. لم تكن حكومة الرايخ حينها مهتمة في محاولة فرض الضم التدريجي غرب الحدود، على الرغم من أنها ضمّت لوكسمبورغ لاحقًا. اتبعت الحكومة الألمانية هذا المسار لاعتقادها أن حدود ألمانيا الغربية تحددها مفاوضات السلام اللاحقة، والتي ستحضرها قوى الحلفاء الغربية، وبالتالي توسيع الحدود باعتراف كافة القوى العظمى. لم تقتصر طموحات هتلر التوسعيّة على استعادة الألزاس واللورين فقط، وبما أن بريطانيا لم تضطر إلى خوض شروط الاستسلام، لم تحدث مفاوضات السلام تلك إطلاقًا.

## التأسيس
خلال الحرب العالمية الثانية قسمت اتفاقية الهدنة الفرنسية-الألمانية الموقعة بتاريخ 22 حزيران/يونيو 1940 فرنسا لمنطقتين، الأولى خاضعة للسلطة العسكرية الألمانية المباشرة والمنطقة الثانية تبقى للحكم والسيادة الفرنسية وذلك بشكل اسمي في الواقع. وفي اليوم التالي لتوقيع الهدنة انضم بيير لافال للحكومة ليصبح فيها المهندس الرئيسي للنظام الفيشي، فهو الذي قام بتاريخ 10 تموز/يوليو 1940 بإقناع الجمعية الوطنية الفرنسية أن تعطي بيتان الصلاحيات اللازمة لإصدار دستور جديد للبلاد، حيث صوت 569 نائبا لصالح هذا الطلب بينما عارضه 80 وامتنع 18 عن التصويت، فأصبح بيتان بذلك يتمتع بنفس الوقت بالسلطتين التشريعية والتنفيذية في الدولة الفرنسية، وكانت جلسة الجمعية الوطنية قد عقدت في بلدة فيشي للتصديق على اتفاقية الهدنة مع ألمانيا النازية.

## السياسة العامة
وهكذا استمرت حكومة فيشي للسنوات الأربع اللاحقة دون تغيير الدستور، وكانت سياساتها تتناغم مع أحوال ومستجدات الحرب. وفي 13 كانون الأول/ديسمبر 1940 سقط لافال من السلطة إثر مؤامرة حيكت ضده، وخلفه في منصب رئيس الوزراء بيير ايتيان فلاندين وبعده الأدميرال فرانسوا درلان. تميزت حينها فترة حكومة فيشي (بالانتظار والترقب) في تعاملاتها مع الألمان، وأصبحت فرنسا فيشي حينها ولو ظاهرياً دولة نقابية.
أبدلت حكومة فيشي شعار الجمهورية الفرنسية (والذي هو نفسه شعار الثورة الفرنسية) «حرية. مساواة. أخوة» بشعار جديد: «العمل. الأسرة. الوطن»، وأصدرت ميثاق العمل، وأطلقت ما سميت بالثورة الوطنية كإيديولوجية رسمية للنظام الفيشي.

## الانهيار

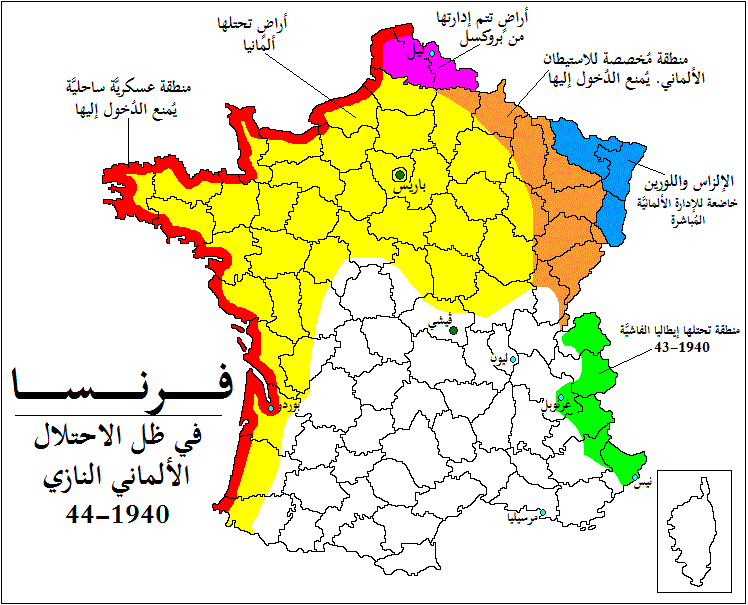
تقسيم فرنسا بين عامي 1940 و1944

في 18 نيسان/أبريل من عام 1942 عاد لافال للسلطة مجددا بعد أن تمكن من إقناع الألمان بأنه سيتعاون معهم بنشاط كبير لتحقيق أهدافهم، ففي تلك الفترة كانت ألمانيا النازية تخوض حروباً هائلة ضد الاتحاد السوفييتي والولايات المتحدة الأمريكية، وكان النازيون مهتمين جداً بضمان استقرار مناطق نفوذهم من جهة أوروبا الشرقية، ولكن بعد ستة أشهر تغيير الوضع بأكمله، حيث حطت القوات البريطانية والأمريكية على شواطئ أفريقيا الشمالية، وقامت طواقم الوحدات الرئيسية من الأسطول الفرنسي بإغراق قطعها البحرية في تولون لئلا تقع بيد الألمان، وفي 11 تشرين الثاني/نوفمبر 1942 احتلت ألمانيا كامل أجزاء فرنسا وحلت اتفاقية الهدنة مع حكومة فيشي.
في نفس الوقت كانت حركات المقاومة ضد النازيين وضد حكومة فيشي تتنامى في أنحاء البلاد بسرعة، وكانت تتزايد قوة وخطورة حيث غذتها الأعداد الضخمة من الشبان الفرنسيين الذين كانوا يلجؤون للتلال والأرياف للفرار من قبضة السلطات الألمانية ومن قوانين العمل القسري التي كانت تفرضها عليهم.
فكان الثوار يعيشون في الريف كخارجين عن القانون، يتلقون الدعم والمساعدة من الفلاحين ومن الإمدادات التي كانت تلقيها لهم من الجو الطائرات البريطانية، وكانوا عاملا رديفا للحلفاء أثناء قيامهم بعمليات الإنزال في فرنسا وذلك من خلال تعطيلهم لقنوات الاتصال والنقل بين القوات الألمانية.
شهدت الأشهر الستة التي سبقت إنزال الحلفاء في النورمندي حرب أهلية خاضتها خلايا المقاومة الفرنسية ضد رجال الجيستابو وميليشيات فيشي، وبعد تمكن الحلفاء من دخول فرنسا وطرد القوات الألمانية منها غادرت الحكومة الفرنسية المؤقتة (حكومة فرنسا الحرة) برئاسة شارل ديغول لندن لتعود إلى البلاد وتأخذ مقاليد السلطة من حكومة فيشي المنهارة، وفي أيلول/سبتمبر 1944 بعد تحرير باريس أعلنت حكومة ديغول إلغاء دولة بيتان الفرنسية مع جميع قوانينها وتشريعاتها.
أثناء ذلك كان لافال هاربا في ألمانيا ومن ثم في النمسا ولكن ألقي القبض عليه لاحقا وأعيد إلى فرنسا، حيث حوكم وأعدم عام 1945. أما فيليب بيتان فقد أخذ قسراً إلى ألمانيا ولكنه عاد طواعية إلى فرنسا للمحكمة حيث أدين وحكم عليه بالإعدام، ولكن تدخل ديغول حول الحكم إلى السجن الانفرادي المؤبد، ومات بيتان في المعتقل عام 1951.